# Roman Twardy

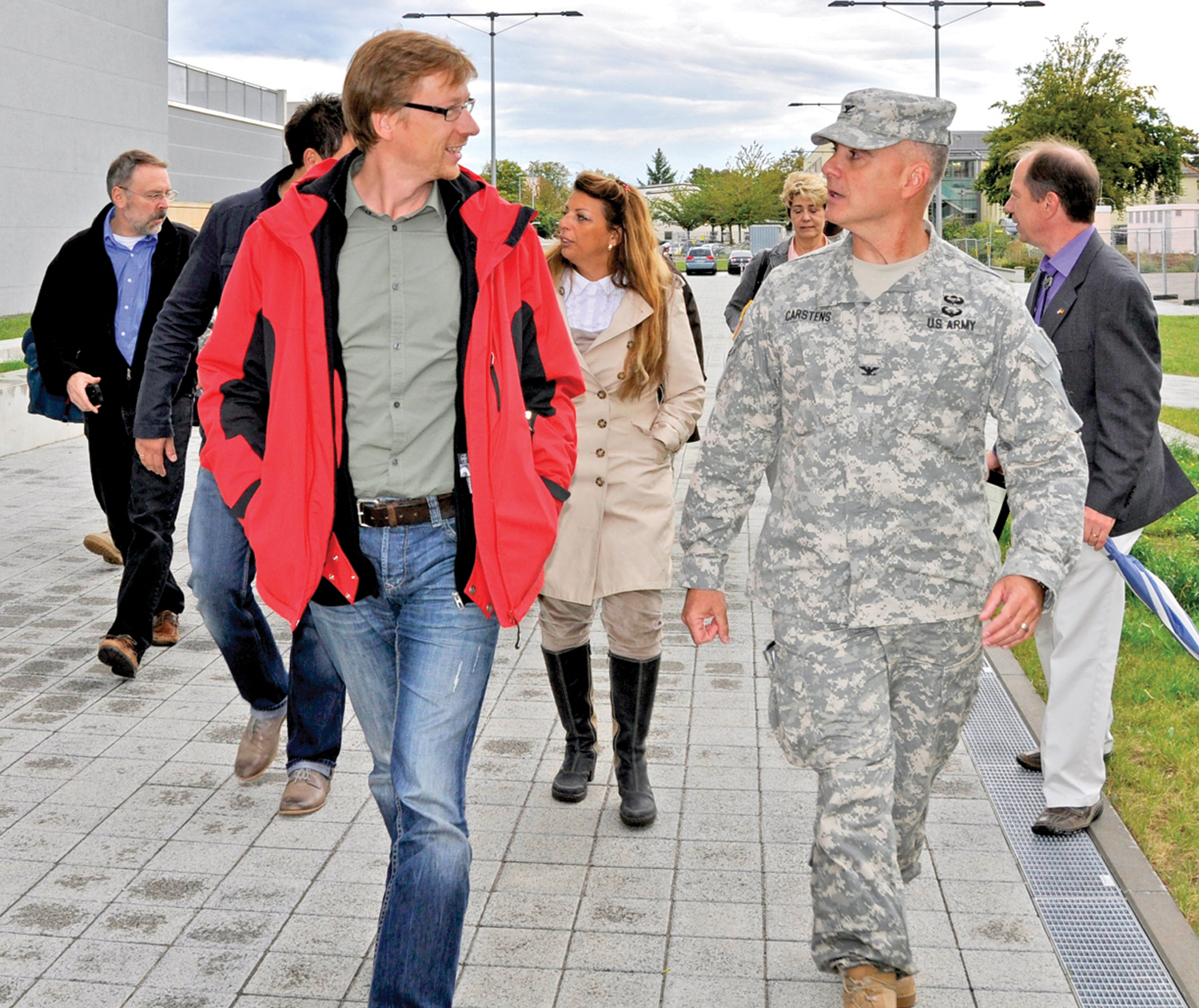
Roman Twardy (links) mit Col. David Carstens, 2012

Roman Twardy (* in Berlin) ist ein deutscher Lehrer und Chorleiter. Er leitet seit 2001 den Wiesbadener Knabenchor. 

## Leben
Twardy war Mitglied der Kiedricher Chorbuben. Er studierte Musikgeschichte, Schulmusik und Komposition an der Hochschule für Musik Mainz sowie Chorleitung an der Hochschule für Musik Hanns Eisler in Berlin.
Er war 20 Jahre lang Musiklehrer an der Oranienschule in Wiesbaden, was die Leitung einer Theatergruppe, eines Orchesters und den Unterricht für Streicher einschloss. Seit 2018 ist er Lehrer für Deutsch und Musik an der Internatsschule Schloss Hansenberg.
Twardy ist seit 2001 Leiter des Wiesbadener Knabenchores, mit dem er Konzerte, Konzertreisen und Einspielungen absolviert. Der Chor nahm unter Twardys Leitung 2005 die erste Aufnahme von Johann Matthesons Passionsoratorium Das Lied des Lammes auf, das als verschollen galt. 2009 wählte Twardy für eine CD zum 50-jährigen Bestehen des Chores Werke des 16. bis 21. Jahrhunderts, darunter Kompositionen von Johann Sebastian Bach, Felix Mendelssohn Bartholdy, Johannes Brahms, Robert Schumann und Sylke Zimpel. 2010 leitete er den Chor im Konzert mit Händels Messiah in der Marktkirche Wiesbaden, mit den Solisten Elisabeth Scholl, Andreas Scholl, Andreas Karasiak und Florian Plock. Im Advent tritt der Chor regelmäßig in Wiesbadener Kirchen wie St. Bonifatius und Christuskirche auf. 2013 erhielt der Knabenchor den Kulturpreis der Landeshauptstadt Wiesbaden.

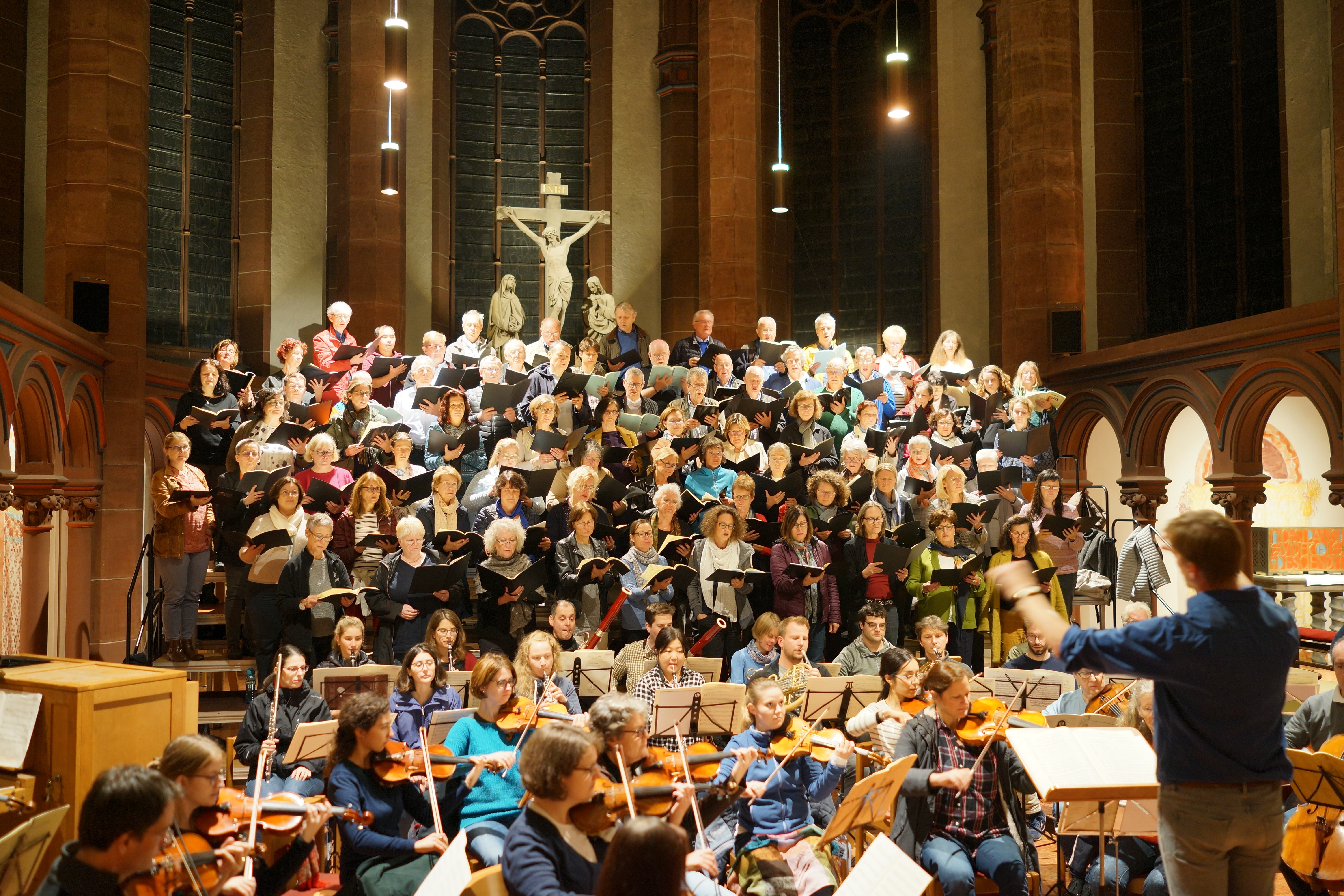
Generalprobe für Dvořáks Stabat Mater an St. Bonifatius, Wiesbaden (2019)

Von 2019 bis 2021 war Twardy als Nachfolger von Gabriel Dessauer Interim-Chorleiter für den Chor von St. Bonifatius in Wiesbaden.